# المؤيد أبو النصر شيخ المحمودي

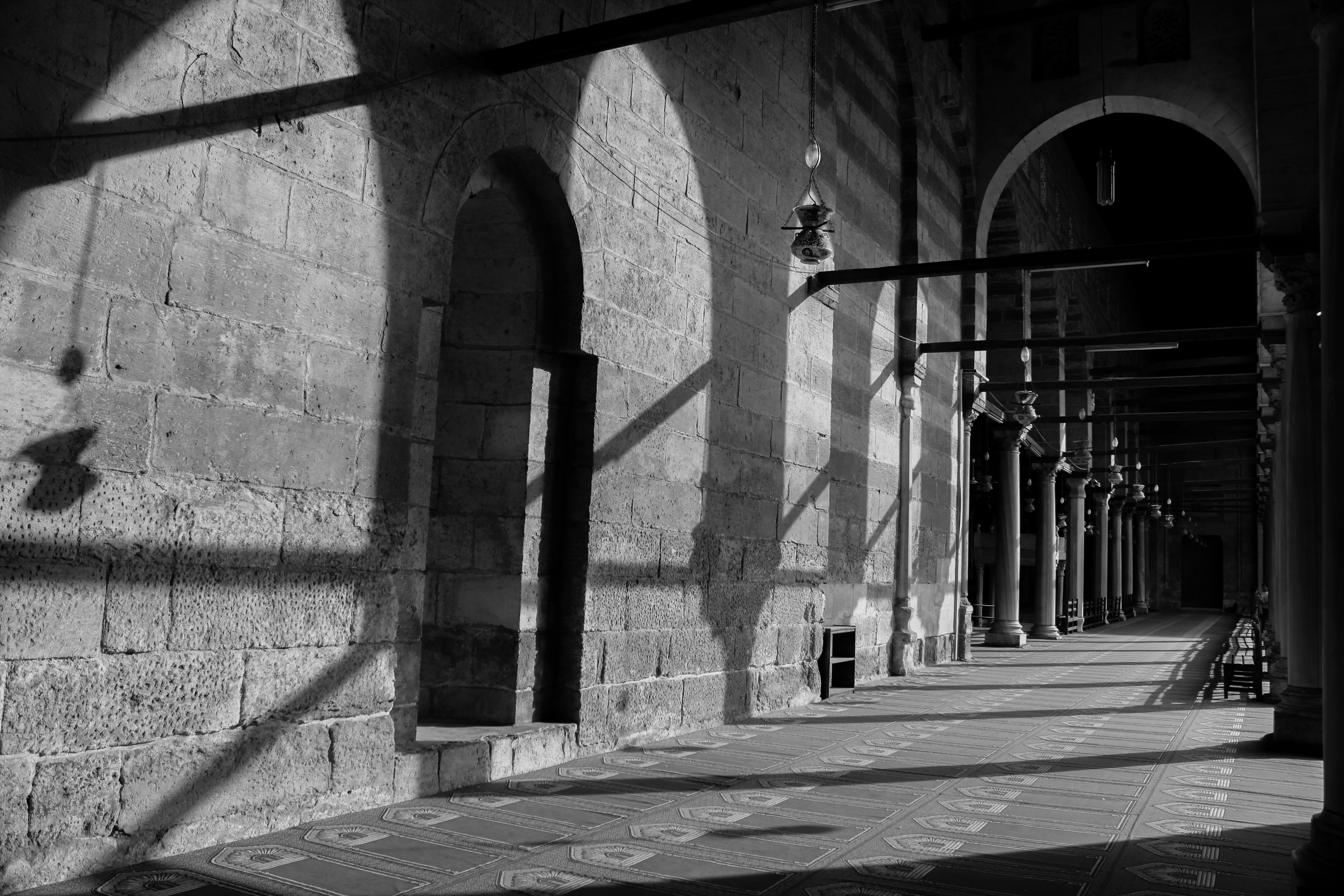
مسجد المؤيد شيخ خلف باب زويلة

السلطان الملك المؤيد أبي النصر سيف الدين شيخ بن عبد الله المحمودي الظاهري، حاكم مملوكي، قدم إلى القاهرة وعمره 12 عاما، وكان ذكيا جميل الصورة فعينه السلطان فرج بن برقوق في الحرس السلطاني ثم جعله أميرا للحج ثم نائبا للشام.

## السلطنة
تولّى الخليفة العباسي المستعين بالله الحكم بعد مقتل السلطان فرج بن برقوق لمدة ستة أشهر ثم عين الأمير شيخ المحمودي نائبا للملك في 8 ربيع أول 815 هـ ثم عيّنه شريكا في المُلك ولقّبه بالملك المؤيد ثم استطاع الملك المؤيد الانفراد بالسلطنة في أوائل عام 815 هـ / 1412م، وأبعد الخليفة العباسي المستعين إلى الإسكندرية وعين أخاه داوود خليفة مكانه في عام 818 هـ.

## انجازاته و فتوحاته
أخمد فتنة الأمير نوروز في دمشق بجيش قاده بنفسه مرتين وفتك بعدد كبير من خصومه ومناوئيه وقضي علي جميع الشيعة ونفي المتبقين لكي لا يحدثوا فتنة طائفية. زحف في حملة عسكرية قوية على سوريا وآسيا الصغرى في ربيع 817 هـ/1414 م فاستعاد طرطوس وما جاورها من العثمانيين ثم زار القدس. أرسل ابنه إبراهيم عام 822 هـ على رأس حملة عسكرية لاسترجاع ما احتله التركمان في شمال الشام و محاربة العثمانيين في آسيا الصغرى فوفِّق إبراهيم في حملته وتوغّل في فتوحاته حتى مدينة قيسارية وقونية وعاد يسوق أمامه مئات الاسرى ولهذا لقب المؤيد شيخ باللقب سلطان الروم ولكن ابنه توفي بعد فترة قصيرة من عودته الظافرة تلك.

## الوفاة
مرض السلطان الملك المؤيد عام 824 هـ وتوفي في 9 محرم 824 هـ / 1421م بعد حكم دام ثمانية سنوات وخمسة أشهر. ترك عدة آثار معمارية من أشهرها وأكبرها مسجد المؤيد قرب باب زويلة وهو من آيات الفن الهندسي البديع ذو النقوش الرائعة، ثم البيمارستان المؤيدي قرب القلعة وغيرها من الآثار.
كان السلطان الملك المؤيد شيخ ملكا شُجاعا مُهابا مِقداما عارفا بالحروب جوادا مُحِبا لأهل العلم مُبجِّلا للشرع مُذعنا له وكان موسيقارا بارعا وخطيبا، بسيط الملبس والمعيشة يختلط بالشعب كأنه منهم.